# Chatangagolf
Der Chatangagolf (russisch Хатангский залив, Chatangski-Golf), auch Chatangabucht (Бухта Хатангский, Chatangski-Guba) genannt, ist ein im Nordteil von Sibirien und Russland (Asien) gelegener Golf der Laptewsee (Nordpolarmeer) und bildet den Ästuar (Mündungstrichter) der Chatanga, einem Strom des Nordsibirischen Tieflands. Sein Großteil gehört zum Nordosten der Region Krasnojarsk, Kleinteile zum Nordwesten der Republik Sacha (Jakutien).

## Geographische Lage
Der Chatangagolf erstreckt sich direkt südöstlich der Taimyrhalbinsel, auf der das weit vom Golf entfernte Byrrangagebirge liegt, und trennt diese vom Nordsibirischen Tiefland. Er nimmt besonders den von Südwesten aus dem Tiefland kommenden Strom Chatanga auf, dessen Wasser durch den Golf nordostwärts in die zum Nordpolarmeer zählende Laptewsee fließt. Der Übergang von Chatanga zum Golf ist die gedachte Linie (⊙) zwischen westlichem Kap Turupkin und östlichem Großem Kap Korga. Die viel weiter nordöstlich gelegene Halbinsel Chara-Tumus mit ihrer Nebenhalbinsel Urjung-Tumus trennt den Chatangagolf von der östlich der Halbinsel befindlichen Nordwikbucht; südlich der Halbinsel liegt als größte Seitenbucht die Koschewnikowabucht.
Der Großteil des Chatangagolfs gehört zur Region Krasnojarsk, und im Rahmen der seitlichen Koschewnikowabucht hat auch die Republik Sacha (Jakutien) Anteil am Golf. Die Grenze beider verläuft durch zwei Meerengen, die den Golf mit der Laptewsee verbinden: die nördlich der unbewohnten Groß-Begitschew-Insel gelegene ist die etwa 13 km breite Sewerny-Meerenge, die nach Nordosten in die Laptewsee führt, und jene südlich der Insel die rund 8 km breite Wostotschny-Meerenge, die auch zur Laptewsee mit dem Anabargolf über leitet. Am westlichen Beginn beider Meerengen liegt die ebenfalls unbewohnte Klein-Begitschew-Insel. In den Golf oder in seine Seitenbuchten münden neben der von Südwesten heran fließenden Chatanga unter anderem auch Sanga-Jurjach und Tikjan-Jurjach etwa im Osten sowie Gusicha, Große Balachnja, Senka, Nowaja und Podkamennaja etwa im Westen. Einige Kilometer oberhalb des Übergangs der Chatanga in den Chatangagolf mündet von Osten kommend der Popigai in die Chatanga ein, die direkt unterhalb seiner Mündung rund 10 km breit ist.
Der Meeresgolf ist etwa 220 km lang, maximal 54 km breit und an zwei Stellen im Südwestteil bis je etwa 34 m tief. Die küstennahen Hügel an der Ostküste des Golfs sind nahe dem Großen Kap Korga maximal 84 m hoch und jene an seiner Westküste erreichen südlich der Steinige-Mündung bis 73 m Höhe; auf der nördlichen Halbinsel Urjung-Tumus gibt es eine 122 m hohe Erhebung.

## Ortschaften
Oberhalb des Einflusses der Chatanga in den Chatangagolf liegt die Ansiedlung Noworybnaja (⊙) und an der Südküste des Golfs nahe der kleinen Syndasskobucht die Ansiedlung Syndassko (⊙).

## Fauna, Klima und Eisgang
Im Hinterland der vegetationslosen sowie vielerorts recht hohen, steilen und zerklüfteten Küsten des Chatangagolfs herrschen Tundra mit Moosen und Flechten vor, wobei Frostschuttwüsten bis an die Strände reichen. Die Winter sind lang und extrem kalt, die Sommer kurz und kalt. Etwa von September bis Juli ist der Golf von Eis bedeckt. Wenn im Sommer Eis und Schnee schmelzen, treibt die Chantanga oftmals Hochwasser in den Golf.